# Live Aid
Live Aid (literalment, 'Ajuda en Directe') van ser dos concerts simultanis realitzats el 13 de juliol de 1985 a l'Estadi Wembley de Londres (Anglaterra) i a l''Estadi J. F. K de Filadèlfia (Estats Units) per recaptar fons en benefici de països de l'Àfrica oriental, en concret, d'Etiòpia i de Somàlia. Uns mesos abans, en el marc de la mateixa iniciativa, s'havia publicat la cançó We Are the World.

## Història
La regió àrida del nord d'Etiòpia es va veure sotmesa a una greu sequera entre 1983 i 1985 i que comportà la mort massiva de la població per manca d'aliments i aigua insuficient. Durant aquests anys la zona era coneguda com «l'infern de la terra».
La cadena de televisió BBC va emetre un programa on s'explicava el que estava passant, fet que va motivar al músic i actor Bob Geldof a viatjar per conèixer sobre el terreny el que estava passant a Àfrica i posteriorment a crear la fundació Band Aid Trust, que s'encarregaria de gestionar i distribuir tota l'ajuda que es recaptés gràcies als dos concerts.
Per captar l'atenció del món, Geldof i el seu amic Midge Ure, cofundador de la fundació i cantant de Ultravox, van posar-se en contacte amb alguns dels artistes europeus més importants de l'època. Molts d'ells van acceptar l'oferiment d'esdevenir membres de manera voluntària de la Band Aid. Van gravar el 1984 el Do They Know It's Christmas?, cançó que va tenir un èxit mundial, i el We Are the World, cançó gravada en 1985 pels artistes homònims dels Estats Units; ambdós es van convertir en els grans himnes de la Live Aid.
La varietat dels artistes i el seu gran nombre de seguidors va fer que l'esdeveniment fos un gran èxit de públic. Els concerts es van convertir en un dels grans esdeveniments musicals de la dècada.
La recaptació va superar els 100 milions de dòlars, el concert va ser retransmès en directe via satèl·lit a més de 72 països i va ser un dels esdeveniments musicals més vists a tot el món.
En memòria d'aquest concert, el 13 de juliol va ser declarat el Dia Mundial del Rock.

## Participants i llista de reproducció

### London Wembley Stadium
| \| Artistes \| Cançons \| Hora (UTC±00:00) \| \| ----------------------------------------- \| ----------------------------------------------------------------------------------------------------------------------------------------------------------------------------- \| ---------------- \| \| Coldstream Guards \| "Royal Salute" "God Save the Queen" \| 12:00 \| \| Status Quo \| "Rockin' All Over the World" Caroline" "Don't Waste My Time" \| 12:02 \| \| The Style Council \| "You're the Best Thing" "Big Boss Groove" "Internationalists" "Walls Come Tumbling Down" \| 12:19 \| \| The Boomtown Rats \| "I Don't Like Mondays" "Drag Me Down" "Rat Trap" For He's a Jolly Good Fellow" \| 12:44 \| \| Adam Ant \| "Vive Le Rock" \| 13:00 \| \| Ultravox \| "Reap the Wild Wind" Dancing with Tears in My Eyes" One Small Day" Vienna" \| 13:16 \| \| Spandau Ballet \| "Only When You Leave" "Virgin" "True" \| 13:47 \| \| Elvis Costello \| "All You Need Is Love" \| 14:07 \| \| Nik Kershaw \| "Wide Boy" Don Quixote" The Riddle" Wouldn't It Be Good" \| 14:22 \| \| Sade \| "Why Can't We Live Together" Your Love Is King" "Is It a Crime" \| 14:55 \| \| Sting Phil Collins Branford Marsalis \| "Roxanne" Driven to Tears" Against All Odds (Take a Look at Me Now)" Message in a Bottle" In the Air Tonight" Long Long Way to Go" Every Breath You Take" \| 15:18 \| \| Howard Jones \| "Hide and Seek" \| 15:50 \| \| Bryan Ferry David Gilmour (a la guitarra) \| "Sensation" "Boys And Girls" "Slave to Love" Jealous Guy" \| 16:07 \| \| Paul Young \| "Do They Know It's Christmas?" (intro) "Come Back and Stay" That's the Way Love Is" (amb Alison Moyet) "Every Time You Go Away" \| 16:38 \| \| U2 \| "Sunday Bloody Sunday" Bad" (amb fragments de "Satellite of Love", "Ruby Tuesday", "Sympathy for the Devil" i "Walk on the Wild Side") \| 17:20 \| \| Dire Straits \| "Money for Nothing" (amb Sting) "Sultans of Swing" \| 18:00 \| \| Queen \| "Bohemian Rhapsody"/"Radio Ga Ga" Hammer to Fall" Crazy Little Thing Called Love" We Will Rock You"/"We Are the Champions" \| 18:41 \| \| David Bowie Thomas Dolby (al teclat) \| "TVC 15" Rebel Rebel" Modern Love" Heroes" \| 19:22 \| \| The Who \| "My Generation"/"Pinball Wizard" Love, Reign o'er Me" Won't Get Fooled Again" \| 20:00 \| \| Elton John \| "I'm Still Standing" Bennie and the Jets" Rocket Man" Don't Go Breaking My Heart" (amb Kiki Dee) "Don't Let the Sun Go Down on Me" (amb George Michael) "Can I Get a Witness" \| 20:50 \| \| Freddie Mercury Brian May \| "Is This the World We Created?" \| 21:48 \| \| Paul McCartney \| "Let It Be" (amb la participació de Bob Geldof, David Bowie, Pete Townshend & Alison Moyet a les veus del final) \| 21:51 \| \| Band Aid \| "Do They Know It's Christmas?" \| 21:54 \| | Presentadors: - Noel Edmonds presentà a Sting, Phil Collins i Branford Marsalis - Jack Nicholson presentà a U2 - Mel Smith i Griff Rhys Jones presentaren a Queen - Jack Nicholson presentà a The Who - Billy Connolly presentà a Elton John |                  |
| Artistes | Cançons | Hora (UTC±00:00) |
| Coldstream Guards | "Royal Salute" "God Save the Queen" | 12:00            |
| Status Quo | "Rockin' All Over the World" Caroline" "Don't Waste My Time" | 12:02            |
| The Style Council | "You're the Best Thing" "Big Boss Groove" "Internationalists" "Walls Come Tumbling Down" | 12:19            |
| The Boomtown Rats | "I Don't Like Mondays" "Drag Me Down" "Rat Trap" For He's a Jolly Good Fellow" | 12:44            |
| Adam Ant | "Vive Le Rock" | 13:00            |
| Ultravox | "Reap the Wild Wind" Dancing with Tears in My Eyes" One Small Day" Vienna" | 13:16            |
| Spandau Ballet | "Only When You Leave" "Virgin" "True" | 13:47            |
| Elvis Costello | "All You Need Is Love" | 14:07            |
| Nik Kershaw | "Wide Boy" Don Quixote" The Riddle" Wouldn't It Be Good" | 14:22            |
| Sade | "Why Can't We Live Together" Your Love Is King" "Is It a Crime" | 14:55            |
| Sting Phil Collins Branford Marsalis | "Roxanne" Driven to Tears" Against All Odds (Take a Look at Me Now)" Message in a Bottle" In the Air Tonight" Long Long Way to Go" Every Breath You Take"                                                                                    | 15:18            |
| Howard Jones | "Hide and Seek" | 15:50            |
| Bryan Ferry David Gilmour (a la guitarra) | "Sensation" "Boys And Girls" "Slave to Love" Jealous Guy" | 16:07            |
| Paul Young | "Do They Know It's Christmas?" (intro) "Come Back and Stay" That's the Way Love Is" (amb Alison Moyet) "Every Time You Go Away" | 16:38            |
| U2 | "Sunday Bloody Sunday" Bad" (amb fragments de "Satellite of Love", "Ruby Tuesday", "Sympathy for the Devil" i "Walk on the Wild Side") | 17:20            |
| Dire Straits | "Money for Nothing" (amb Sting) "Sultans of Swing" | 18:00            |
| Queen | "Bohemian Rhapsody"/"Radio Ga Ga" Hammer to Fall" Crazy Little Thing Called Love" We Will Rock You"/"We Are the Champions" | 18:41            |
| David Bowie Thomas Dolby (al teclat) | "TVC 15" Rebel Rebel" Modern Love" Heroes" | 19:22            |
| The Who | "My Generation"/"Pinball Wizard" Love, Reign o'er Me" Won't Get Fooled Again" | 20:00            |
| Elton John | "I'm Still Standing" Bennie and the Jets" Rocket Man" Don't Go Breaking My Heart" (amb Kiki Dee) "Don't Let the Sun Go Down on Me" (amb George Michael) "Can I Get a Witness"                                                                | 20:50            |
| Freddie Mercury Brian May | "Is This the World We Created?" | 21:48            |
| Paul McCartney | "Let It Be" (amb la participació de Bob Geldof, David Bowie, Pete Townshend & Alison Moyet a les veus del final) | 21:51            |
| Band Aid | "Do They Know It's Christmas?" | 21:54            |

### Philadelphia JFK Stadium
| \| Artistes \| Cançons \| Hora (UTC-05:00) \| \| ------------------------------------------------------------------------------------------------------------------------ \| --------------------------------------------------------------------------------------------------------------------------------------------------------------------------------------- \| ---------------- \| \| Bernard Watson \| "All I Really Want to Do" "Interview" \| 8:51 \| \| Joan Baez \| "Amazing Grace"/"We Are the World" \| 9:02 \| \| The Hooters \| "And We Danced" "All You Zombies" \| 9:12 \| \| Four Tops \| "Shake Me, Wake Me (When It's Over)" Bernadette" It's the Same Old Song" Reach Out I'll Be There" I Can't Help Myself (Sugar Pie, Honey Bunch)" \| 9:33 \| \| Billy Ocean \| "Caribbean Queen" Loverboy" \| 9:45 \| \| Black Sabbath \| "Children of the Grave" Iron Man" Paranoid" \| 9:52 \| \| Run–D.M.C. \| "Jam Master Jay" "King Of Rock" \| 10:12 \| \| Rick Springfield \| "Love Somebody" "State of the Heart" Human Touch" \| 10:30 \| \| REO Speedwagon \| "Can't Fight This Feeling" "Roll With the Changes" \| 10:47 \| \| Crosby, Stills and Nash \| "Southern Cross" Teach Your Children" Suite: Judy Blue Eyes" \| 11:15 \| \| Judas Priest \| "Living After Midnight" The Green Manalishi (With The Two-Pronged Crown)" You've Got Another Thing Comin'" \| 11:26 \| \| Bryan Adams \| "Kids Wanna Rock" "Summer of '69" Tears Are Not Enough" Cuts Like a Knife" \| 12:02 \| \| The Beach Boys \| "California Girls" Help Me, Rhonda" Wouldn't It Be Nice" Good Vibrations" Surfin' U.S.A." \| 12:40 \| \| George Thorogood and the Destroyers \| "Who Do You Love?" (amb Bo Diddley) "The Sky Is Crying" Madison Blues" (amb Albert Collins) \| 13:26 \| \| Simple Minds \| "Ghost Dancing" "Don't You (Forget About Me)" Promised You a Miracle" \| 14:07 \| \| The Pretenders \| "Time the Avenger" "Message of Love" "Stop Your Sobbing" Back on the Chain Gang" Middle of the Road" \| 14:41 \| \| Santana Pat Metheny \| "Brotherhood" "Primera Invasion" "Open Invitation" "By the Pool"/"Right Now" \| 15:21 \| \| Ashford & Simpson \| "Solid" Reach Out and Touch (Somebody's Hand)" (amb Teddy Pendergrass) \| 15:57 \| \| Madonna \| "Holiday" Into the Groove" "Love Makes The World Go Round" \| 16:27 \| \| Tom Petty and the Heartbreakers \| "American Girl" The Waiting" Rebels" Refugee" \| 17:14 \| \| Kenny Loggins \| "Footloose" \| 17:30 \| \| The Cars \| "You Might Think" Drive" Just What I Needed" Heartbeat City" \| 17:49 \| \| Neil Young \| "Sugar Mountain" The Needle and the Damage Done" Helpless" "Nothing Is Perfect (In God's Perfect Plan)" "Powderfinger" \| 18:07 \| \| The Power Station \| "Murderess" "Get It On" \| 18:43 \| \| Thompson Twins \| "Hold Me Now" Revolution" (amb Madonna, Steve Stevens & Nile Rodgers) \| 19:21 \| \| Eric Clapton Phil Collins (a la bateria) \| "White Room" "She's Waiting" "Layla" \| 19:39 \| \| Phil Collins \| "Against All Odds (Take a Look at Me Now)" In the Air Tonight" \| 20:04 \| \| Jimmy Page Robert Plant John Paul Jones Tony Thompson (a la bateria) Paul Martinez (al baix) Phil Collins (a la bateria) \| "Rock and Roll" Whole Lotta Love" Stairway To Heaven" \| 20:10 \| \| Crosby, Stills, Nash & Young \| "Only Love Can Break Your Heart" Daylight Again/Find The Cost of Freedom" \| 20:40 \| \| Duran Duran \| "A View to a Kill" Union of the Snake" Save a Prayer" The Reflex" \| 20:45 \| \| Patti LaBelle \| "New Attitude" Imagine" Forever Young" Stir It Up" Over the Rainbow" "Why Can't I Get It Over" \| 21:20 \| \| Hall & Oates \| "Out of Touch" Maneater" Get Ready" (amb Eddie Kendricks) "Ain't Too Proud to Beg" (with David Ruffin) "The Way You Do the Things You Do" My Girl" (amb Eddie Kendricks & David Ruffin) \| 21:50 \| \| Mick Jagger Hall & Oates Eddie Kendricks David Ruffin Tina Turner \| "Lonely At the Top" "Just Another Night" "Miss You" State Of Shock"/"It's Only Rock 'n Roll (But I Like It)" (reprise) (amb Tina Turner) \| 22:15 \| \| Bob Dylan Keith Richards Ronnie Wood \| "Ballad of Hollis Brown" When the Ship Comes In" Blowin' in the Wind" \| 22:39 \| \| USA for Africa \| "We Are the World" \| 22:55 \| | Presentadors: - Jack Nicholson presentà Joan Baez - Chevy Chase presentà Black Sabbath - Chevy Chase presentà REO Speedwagon - Jack Nicholson presentà Bryan Adams - Marilyn McCoo presentà The Beach Boys - Bette Midler presentà Madonna - Don Johnson presentà Tom Petty and the Heartbreakers - Chevy Chase presentà Kenny Loggins - Jack Nicholson & Bette Midler presentaren Phil Collins |                  |
| Artistes | Cançons | Hora (UTC-05:00) |
| Bernard Watson | "All I Really Want to Do" "Interview" | 8:51             |
| Joan Baez | "Amazing Grace"/"We Are the World" | 9:02             |
| The Hooters | "And We Danced" "All You Zombies" | 9:12             |
| Four Tops | "Shake Me, Wake Me (When It's Over)" Bernadette" It's the Same Old Song" Reach Out I'll Be There" I Can't Help Myself (Sugar Pie, Honey Bunch)" | 9:33             |
| Billy Ocean | "Caribbean Queen" Loverboy" | 9:45             |
| Black Sabbath | "Children of the Grave" Iron Man" Paranoid" | 9:52             |
| Run–D.M.C. | "Jam Master Jay" "King Of Rock" | 10:12            |
| Rick Springfield | "Love Somebody" "State of the Heart" Human Touch" | 10:30            |
| REO Speedwagon | "Can't Fight This Feeling" "Roll With the Changes" | 10:47            |
| Crosby, Stills and Nash | "Southern Cross" Teach Your Children" Suite: Judy Blue Eyes" | 11:15            |
| Judas Priest | "Living After Midnight" The Green Manalishi (With The Two-Pronged Crown)" You've Got Another Thing Comin'" | 11:26            |
| Bryan Adams | "Kids Wanna Rock" "Summer of '69" Tears Are Not Enough" Cuts Like a Knife" | 12:02            |
| The Beach Boys | "California Girls" Help Me, Rhonda" Wouldn't It Be Nice" Good Vibrations" Surfin' U.S.A." | 12:40            |
| George Thorogood and the Destroyers | "Who Do You Love?" (amb Bo Diddley) "The Sky Is Crying" Madison Blues" (amb Albert Collins) | 13:26            |
| Simple Minds | "Ghost Dancing" "Don't You (Forget About Me)" Promised You a Miracle" | 14:07            |
| The Pretenders | "Time the Avenger" "Message of Love" "Stop Your Sobbing" Back on the Chain Gang" Middle of the Road" | 14:41            |
| Santana Pat Metheny | "Brotherhood" "Primera Invasion" "Open Invitation" "By the Pool"/"Right Now" | 15:21            |
| Ashford & Simpson | "Solid" Reach Out and Touch (Somebody's Hand)" (amb Teddy Pendergrass) | 15:57            |
| Madonna | "Holiday" Into the Groove" "Love Makes The World Go Round" | 16:27            |
| Tom Petty and the Heartbreakers | "American Girl" The Waiting" Rebels" Refugee" | 17:14            |
| Kenny Loggins | "Footloose" | 17:30            |
| The Cars | "You Might Think" Drive" Just What I Needed" Heartbeat City" | 17:49            |
| Neil Young | "Sugar Mountain" The Needle and the Damage Done" Helpless" "Nothing Is Perfect (In God's Perfect Plan)" "Powderfinger" | 18:07            |
| The Power Station | "Murderess" "Get It On" | 18:43            |
| Thompson Twins | "Hold Me Now" Revolution" (amb Madonna, Steve Stevens & Nile Rodgers) | 19:21            |
| Eric Clapton Phil Collins (a la bateria) | "White Room" "She's Waiting" "Layla" | 19:39            |
| Phil Collins | "Against All Odds (Take a Look at Me Now)" In the Air Tonight" | 20:04            |
| Jimmy Page Robert Plant John Paul Jones Tony Thompson (a la bateria) Paul Martinez (al baix) Phil Collins (a la bateria) | "Rock and Roll" Whole Lotta Love" Stairway To Heaven" | 20:10            |
| Crosby, Stills, Nash & Young | "Only Love Can Break Your Heart" Daylight Again/Find The Cost of Freedom" | 20:40            |
| Duran Duran | "A View to a Kill" Union of the Snake" Save a Prayer" The Reflex" | 20:45            |
| Patti LaBelle | "New Attitude" Imagine" Forever Young" Stir It Up" Over the Rainbow" "Why Can't I Get It Over" | 21:20            |
| Hall & Oates | "Out of Touch" Maneater" Get Ready" (amb Eddie Kendricks) "Ain't Too Proud to Beg" (with David Ruffin) "The Way You Do the Things You Do" My Girl" (amb Eddie Kendricks & David Ruffin) | 21:50            |
| Mick Jagger Hall & Oates Eddie Kendricks David Ruffin Tina Turner | "Lonely At the Top" "Just Another Night" "Miss You" State Of Shock"/"It's Only Rock 'n Roll (But I Like It)" (reprise) (amb Tina Turner) | 22:15            |
| Bob Dylan Keith Richards Ronnie Wood | "Ballad of Hollis Brown" When the Ship Comes In" Blowin' in the Wind" | 22:39            |
| USA for Africa | "We Are the World" | 22:55            |